# قائمة الاتحادات الدولية الرياضية في فلسطين
في فلسطين إتحادات دولية رياضية رسمية، وهي:
1. اتحاد الكونغ فو
2. اتحاد الشطرنج
3. اتحاد الكاراتيه
4. اتحاد البريدج
5. اتحاد البلياردو والسنوكر
6. اتحاد العاب القوة وثني الذراعين
7. اتحاد الكيك بوكسنغ والمواي تاي
8. اتحاد بناء الاجسام
9. اتحاد الرياضة للجميع
10. اتحاد الشرطة
11. اتحاد الرياضة العسكرية

## معلومات أكثر
| الاسم                           | سنة التأسيس | عنوان إلكتروني       | الرئيس            | معلومات أخرى |
| ------------------------------- | ----------- | -------------------- | ----------------- | --- |
| اتحاد الكونغ فو                 | 1995        |                      | محمد خازر         | *عضو الاتحاد العربي 1996 - شارك في العديد من البطولات العربية                                                           |
| اتحاد الشطرنج                   |             |                      | محمد اشتيه        | |
| اتحاد الكاراتيه                 | 1973        | http://www.pal-kf.ps | عبد المطلب الشريف | *عضو الاتحاد العربي 1974 - عضو الاتحاد الاسيوي 1973 - عضو الاتحاد الدولي 1985 - شارك الاتحاد في العديد من بطولات العالم |
| اتحاد البريدج                   |             |                      | مروان وديع ترزي   | |
| اتحاد البلياردو والسنوكر        |             |                      |                   | |
| اتحاد العاب القوة وثني الذراعين |             |                      |                   | |
| اتحاد الكيك بوكسنغ والمواي تاي  |             |                      |                   | |
| اتحاد بناء الاجسام              |             |                      |                   | |
| اتحاد الرياضة للجميع            |             |                      |                   | |
| اتحاد الشرطة                    |             |                      |                   | |
| اتحاد الرياضة العسكرية          |             |                      |                   | |